# Lilla Crawford
Lilla Crawford (Los Ángeles; 23 de febrero de 2001) es una actriz estadounidense mejor conocida por interpretar el papel principal en el regreso a Broadway del musical Annie en 2012. Hizo su debut en el cine interpretando a Caperucita Roja en la adaptación cinematográfica de Disney de 2014 de Into the Woods. De 2017 a 2020, Crawford prestó su voz a Sunny, el personaje principal, en la serie de Nickelodeon Sunny Day y protagonizó la serie de Netflix The Who Was? Show a partir de 2018.

## Carrera
Crawford comenzó su carrera a los seis años apareciendo en comerciales y desde entonces ha aparecido en varios más. Afirma que le rogó a su madre que le buscara un agente porque su sueño era ser una voz animada.
Se mudó de Los Ángeles a la ciudad de Nueva York, donde hizo su debut en Broadway en 2011 como Debbie en el elenco de cierre del musical Billy Elliot.
Después de una búsqueda a nivel nacional, ganó el papel principal en la reposición de James Lapine en 2012 del musical ganador del Premio Tony, Annie a la edad de 11 años, después de haber estado previamente en una producción de teatro comunitario del mismo espectáculo, donde interpretó a Bert Healy. Compitió contra más de 5.000 otras niñas que audicionaron para interpretar a Annie durante un lapso de nueve meses. Después de su audición inicial en Nueva York, tuvo cinco o seis devoluciones de llamadas, la última con una docena de niñas. Mientras actuaba en Annie, filmó el videoblog de Broadway.com "Simply Red" para el espectáculo, lo que le valió un título de Broadway.com de "estrellas más clickeadas de 2013".
Interpretó a "La niña" en Ragtime en Avery Fisher Hall, junto a Lea Salonga, Norm Lewis y muchos otros. Crawford interpretó a la pequeña Katie en una producción de taller de Home the Musical de Scott Alan en la ciudad de Nueva York. También apareció en un taller de Melissa Arctic.
Crawford interpretó a Caperucita Roja en la adaptación cinematográfica de Disney del musical Into the Woods. La película se estrenó el 25 de diciembre de 2014.
A partir de 2017, Crawford prestó su voz al personaje principal de la serie animada de Nickelodeon Sunny Day. También protagonizó la serie de Netflix The Who Was? Show, basada en la serie de libros Who Was.

## Filmografía
| Cine | Cine                | Cine            | Cine  |
| Año  | Título              | Rol             | Notas |
| ---- | ------------------- | --------------- | ----- |
| 2014 | Into the Woods      | Caperucita Roja |       |
| 2016 | Little Miss Perfect | Olivia          |       |

| Televisión | Televisión                        | Televisión       | Televisión                          |
| Año        | Título                            | Rol              | Notas                               |
| ---------- | --------------------------------- | ---------------- | ----------------------------------- |
| 2015       | Blue Bloods                       | Lily             | Episodio: «Flags of Our Fathers»    |
| 2015       | Forever                           | Zoe Dornis       | Episodio: «Punk is Dead»            |
| 2017-2018  | Sunny Day                         | Sunny            | Voz (13 episodios)                  |
| 2018       | The Who Was? Show                 | Varios roles     | Elenco principal (13 episodios)     |
| 2022-2024  | Pretty Little Liars: Original Sin | Sandy Quinn      | Elenco recurrente (7 episodios)     |
| 2023       | Raven's Home                      | Greta Gardunkian | Episodio: «A.I., A.I., Oh... Snap!» |
| 2024       | Evil                              | Ruth             | Episodio: «How To Slaughter a Pig»  |

## Premios y nominaciones
| Año  | Galardón                                             | Categoría                                                         | Obra           | Resultado |
| ---- | ---------------------------------------------------- | ----------------------------------------------------------------- | -------------- | --------- |
| 2014 | Critics' Choice Awards                               | Mejor reparto                                                     | Into the Woods | Nominada  |
| 2014 | Detroit Film Critics Society Award                   | Mejor reparto                                                     | Into the Woods | Nominada  |
| 2014 | Golden Derby Award                                   | Mejor reparto                                                     | Into the Woods | Nominada  |
| 2014 | Phoenix Film Critics Society Award                   | Mejor actuación joven en un papel femenino principal o secundario | Into the Woods | Ganadora  |
| 2014 | Phoenix Film Critics Society Award                   | Mejor reparto                                                     | Into the Woods | Nominada  |
| 2014 | Washington D.C. Area Film Critics Association Awards | Mejor reparto                                                     | Into the Woods | Nominada  |
| 2015 | Satellite Awards                                     | Mejor reparto en una película                                     | Into the Woods | Ganadora  |
| 2015 | Young Artist Awards                                  | Mejor actuación en un largometraje: Actriz de reparto joven       | Into the Woods | Ganadora  |